# Montagne Sainte-Geneviève

Locatie van de heuvels van Parijs

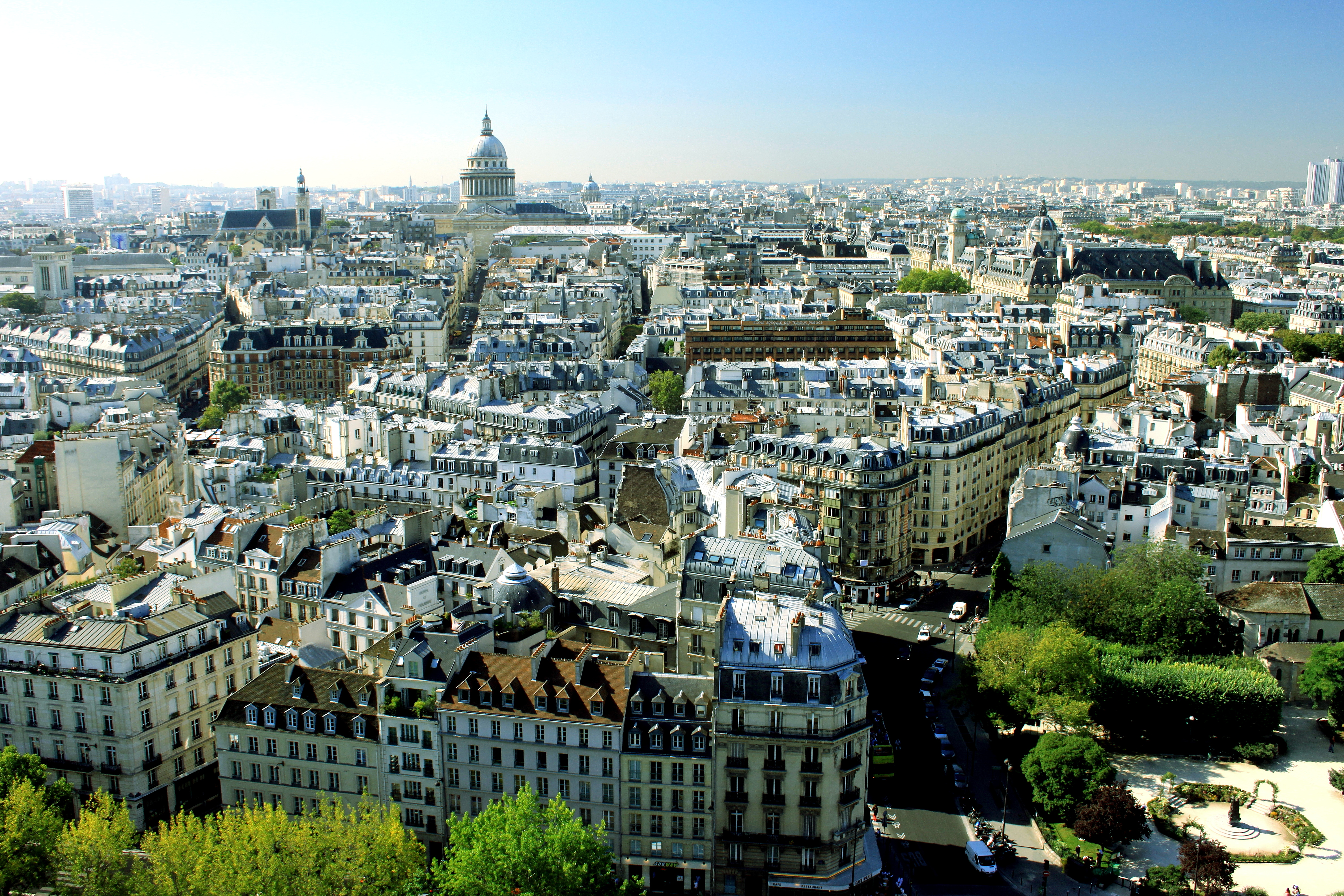
Zicht op de Montagne Sainte-Geneviève vanop een toren van de Notre-Dame van Parijs

De Montagne Sainte-Geneviève is een van de heuvels van Parijs. Hij is 61 meter hoog en ligt niet ver van de plaats waar de Bièvre in de Seine uitmondt. De heuvel is genoemd naar de heilige Genoveva omwille van het voormalige augustinessenklooster van Sint-Genoveva dat op de heuvel was gevestigd.
De heuvel ligt op de Rive Gauche, in het 5e arrondissement van Parijs. Bovenop bevinden zich onder meer het Panthéon, de Sorbonne, het Collège de France, de Église Saint-Étienne-du-Mont, het lycée Henri-IV, het Lycée Louis-le-Grand, het lycée Saint-Louis (gezamenlijk de trois lycées de la montagne genoemd), het Curie-instituut en de Bibliothèque Sainte-Geneviève. De smalle straatjes rondom tellen veel bars en restaurants, vooral in de Rue Mouffetard.
Rond 1110 stichtte Pierre Abélard een school op de heuvel; hij keerde hier terug in 1136. Later en tot 1976 was op de heuvel de beroemde École Polytechnique gevestigd. Tegenwoordig zijn de gebouwen in gebruik bij het ministerie voor Onderzoek. Aan de andere kant van de heuvel bevinden zich de rue d'Ulm en de École Normale Supérieure.